# Huso huso
Pour les articles homonymes, voir Beluga.
Ne pas confondre avec le béluga, un cétacé
Espèce
Statut de conservation UICN

 CR A2bcd : 
En danger critique
 A2d 
Statut CITES
Huso huso, communément appelé bélouga, béluga, grand esturgeon ou béluga européen, est une espèce de poissons de la famille des esturgeons. Il vit principalement dans les bassins de la mer Caspienne et la mer Noire, mais se rencontre aussi en mer Adriatique. Avec une taille pouvant atteindre 7,2 m pour une masse de 1 571 kg, c'est le plus gros poisson d'eau douce.
C'est un poisson très convoité pour ses précieux œufs, le caviar bélouga. Mais la surpêche et le braconnage ainsi que sa maturation tardive (18 ans), due à sa grande longévité (jusqu'à 118 ans, voire plus), font de lui une espèce en danger critique de disparition selon l'Union internationale pour la conservation de la nature. La diminution significative de ses effectifs a incité de nombreux gouvernements à adopter des restrictions sur le commerce de son caviar.

## Description

Un jeune bélouga dans son élément.

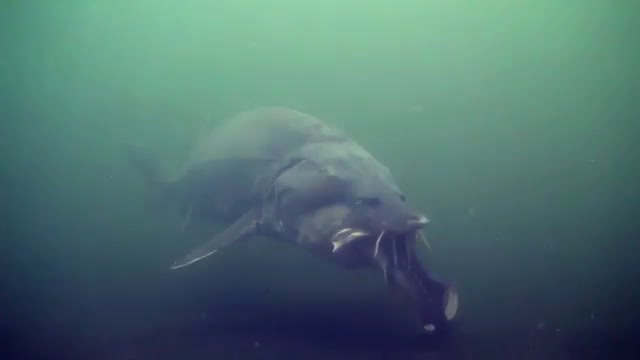
Un bélouga avalant un esturgeon.

Le béluga est un très grand poisson qui peut atteindre plus de 7 m de long pour une masse de plus de 1 500 kg qui pourrait vivre jusqu'à 150 ans (âge confirmé, 118 ans).
Le plus grand rapport généralement accepté fait état d'une femelle prise en 1827 dans l'estuaire de la Volga de 7,2 m pour une masse de 1 571 kg. Plusieurs autres rapports parlent d'esturgeons âgés dépassant 5 m de long. Ces grandes tailles font du béluga le plus gros poisson d'eau douce dans le monde, et un rival pour le poisson lune, parmi tous les poissons osseux vivants. Le Beluga rivalise également avec le grand requin blanc, le requin du Groenland et le requin-tigre pour le titre de plus grand poisson prédateur. Le béluga est beaucoup plus grand que le silure glane, le poisson-chat géant du Mékong ou le pirarucu. Néanmoins, certains scientifiques considèrent que le poisson-chat géant du Mékong est le plus grand vrai poisson d'eau douce, en raison de la capacité de l'esturgeon à vivre en eau de mer et qu'il passe beaucoup de sa vie en eaux saumâtres.

## Écologie et comportement

### Alimentation
Le béluga est un grand prédateur qui se nourrit d'autres poissons, essentiellement des poissons marins de petite taille (gobies, Clupeonella, merlans, anchois, poissons-plats, mulets, aloses, fraies de poissons de fond, etc), mais également des crustacés et des mollusques. Mais il peut aussi avaler des poissons de très grande taille (carpe, esturgeons), et rarement des jeunes phoques de la Caspienne.

### Reproduction
Pour la reproduction, le béluga remonte divers grands fleuves comme le Danube ou la Volga mais aussi des rivières de moindre importance. C'est donc un poisson migrateur anadrome. Il est parfois assimilé à un poisson marin, mais il est surtout considéré comme un poisson fluvial. La maturité sexuelle est tardive, 12 à 14 ans pour les mâles et de 16 à 18 ans pour les femelles. La femelle ne se reproduit que tous les 2 à 4 ans, au printemps ou à l'automne. Les poissons remontent les cours d'eau. La femelle pond ses œufs directement sur la pierre au fond de l'eau, leur nombre est impressionnant, entre 300 000 et 7 500 000 selon la taille de la femelle. Les œufs éclosent en un peu plus d'une semaine et les jeunes rejoignent rapidement la mer pour s'y développer (contrairement aux saumons par exemple qui restent plusieurs années en eau douce).
Des hybrides issus du croisement d'une femelle Huso huso avec un mâle Acipenser ruthenus ont pu être obtenus et élevés en étang avant d'être relâchés en milieu naturel. Ils présentent une croissance plus rapide et sont d'une taille plus grande que les A. ruthenus. Ils sont élevés en vue de l'obtention d'un caviar de grande qualité.

## Répartition
Le béluga est une espèce anadrome que l'on rencontre principalement en mer Caspienne ou en mer Noire et parfois dans l'Adriatique ou en Méditerranée.

## Étymologie et dénomination
Il ne faut pas le confondre avec le béluga (en russe : белуха), cétacé aussi appelé « baleine blanche ». De fait, le mot beluga vient directement du russe : белуга et signifie « blanc ». En russe, la même confusion a donné naissance à l'expression реветь белугой, qui signifie vociférer, pousser des cris désespérés,.

## Le béluga et l'homme

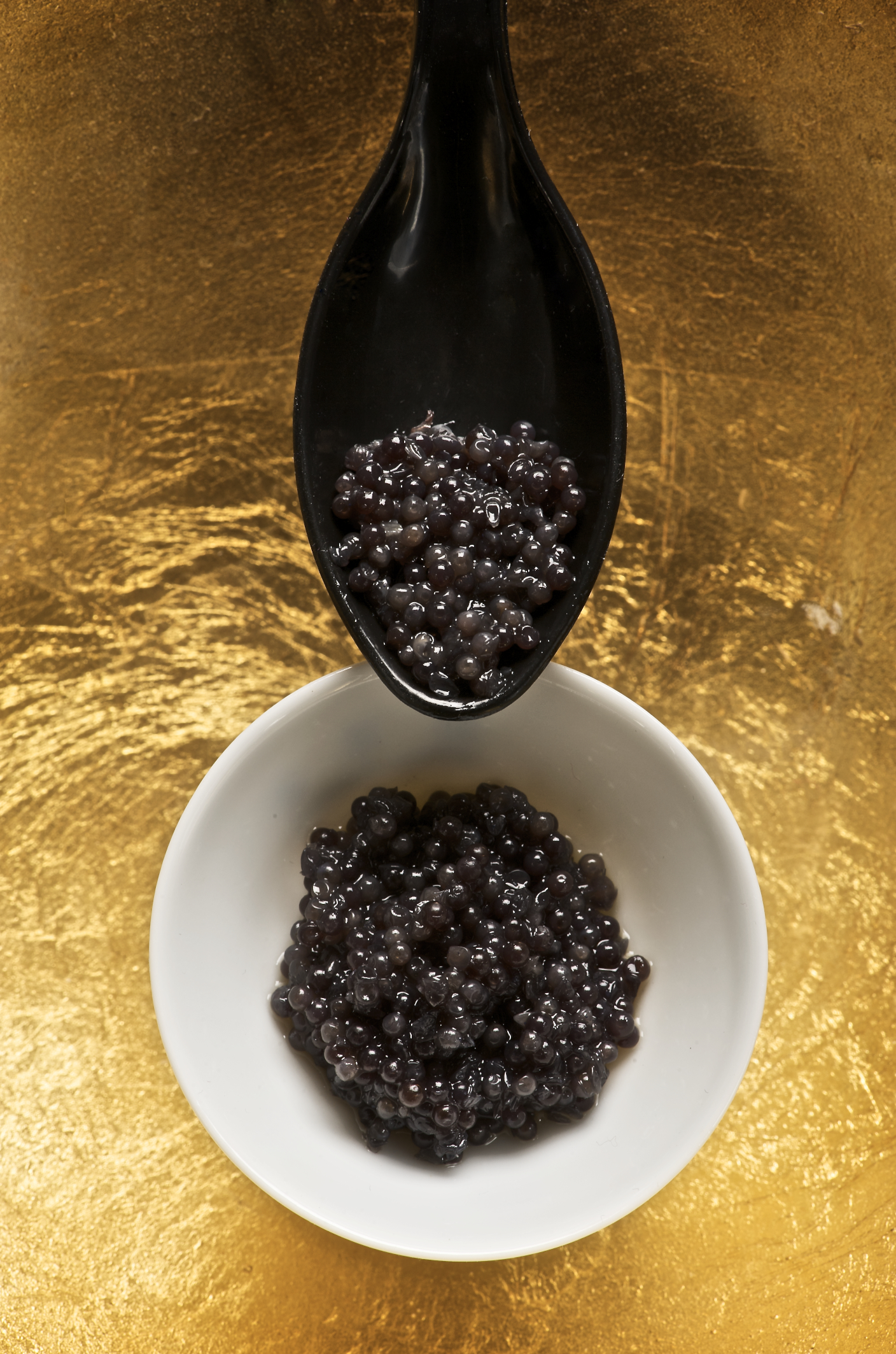
Du caviar de béluga.

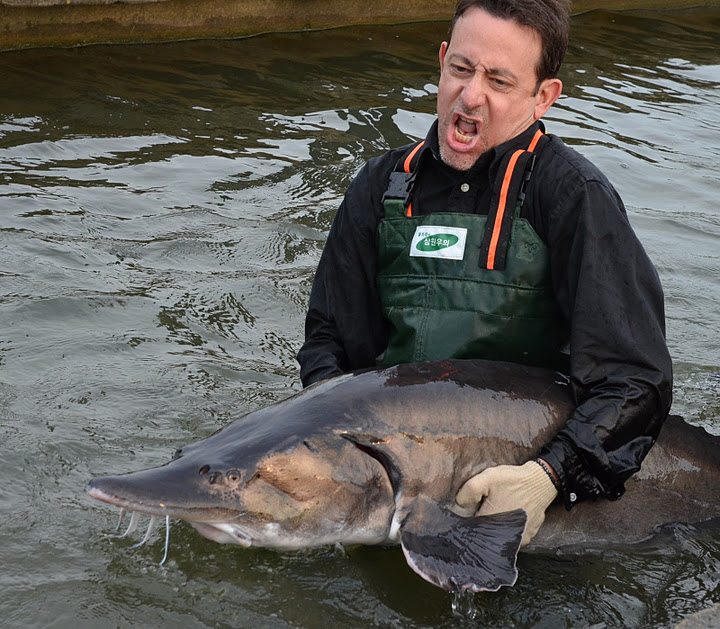
Une ferme de caviar béluga en Corée du Sud.

### Caviar
La chair du béluga est peu estimée, par contre, le caviar béluga est un mets recherché de renommée mondiale. De tout temps, ce caviar a été rare et coûteux mais, en raison de la menace qui pèse actuellement sur ce poisson et sa raréfaction sur le marché, les prix sont de plus en plus élevés.

### Conservation
En raison de la surpêche  et du braconnage, la population de ce poisson a fortement diminué, ce qui a poussé de nombreux gouvernements à promulguer des restrictions à son commerce.
En 2014, l'Union internationale pour la conservation de la nature classe le béluga parmi les espèces en danger critique de disparition. Il s'agit de l'une des espèces protégées figurant dans l'appendice III de la Convention de Berne et son commerce est limité en vertu de l'appendice II de la CITES. La population méditerranéenne est fortement protégée en vertu de l'appendice II de la Convention de Berne, il est interdit de les tuer de manière intentionnelle.
Aux États-Unis, le FWS a interdit les importations de caviar de béluga et autres produits de la mer Caspienne depuis le 7 octobre 2005.